# Ashton Sanders
Ashton Durrand Sanders (24. listopada 1995.) je američki glumac najpoznatiji po ulogama u filmovima The Retrieval iz 2013. i Moonlight iz 2016. godine.

## Karijera
Sanders je svoj filmski debi ostvario u filmu The Retrieval redatelja Chrisa Eska. Film je svoju svjetsku premijeru imao na festivalu South by Southwest dana 11. ožujka 2013. godine, a u ograničenu kino distribuciju krenuo je 2. travnja 2014. godine u distribuciji kompanije Variance Films. Godinu dana kasnije Sanders je nastupio u manjoj ulozi u filmu Straight Outta Compton, a 2016. godine pojavio se u epizodi serije The Skinny.
Iste godine Sanders je nastupio u drami Moonlight redatelja Barryja Jenkinsa. Film je svoju svjetsku premijeru imao na filmskom festivalu u Tellurideu dana 2. rujna 2016. godine, a u ograničenu kino distribuciju krenuo je 21. listopada iste godine. Film Moonlight pobrao je hvalospjeve kritike i publike diljem svijeta te osvojio brojne nagrade uključujući Zlatni globus za najbolji film (drama). Također, film je osvojio tri prestižne nagrade Oscar u kategorijama najboljeg filma godine, najboljeg adaptiranog scenarija i najboljeg sporednog glumca (Mahershala Ali).
Sanders je studirao glumu na sveučilištu DePaul, ali je odustao kako bi se u potpunosti posvetio glumačkoj karijeri.

## Vanjske poveznice
- Ashton Sanders u internetskoj bazi filmova IMDb-u (engl.)